# Nicholas Brendon

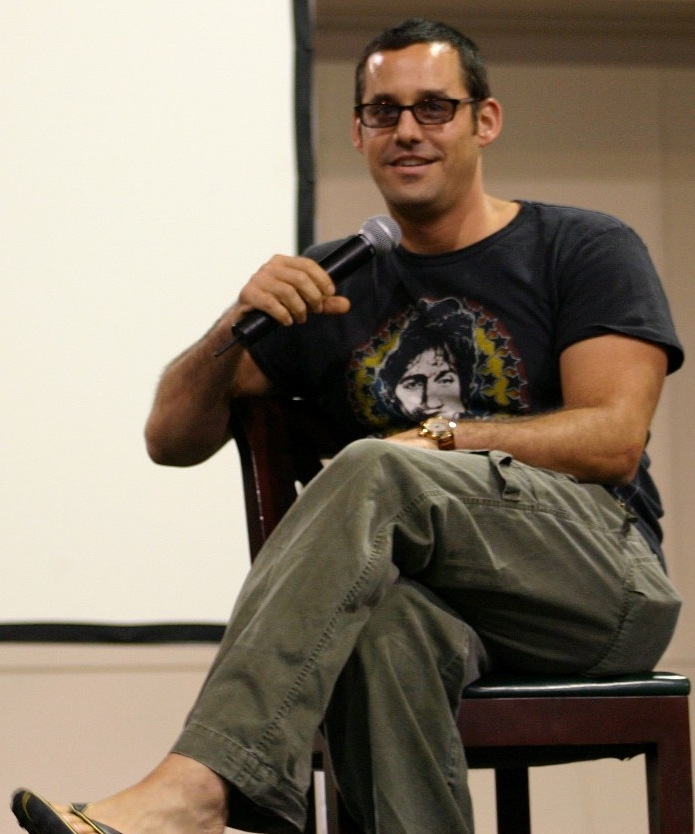
Nicholas Brendon

Nicholas Brendon, född den 12 april 1971 i Los Angeles, är en amerikansk skådespelare främst känd från tv-serien Buffy och vampyrerna (Buffy the Vampire Slayer), där han spelar Alexander "Xander" Harris.
Hans karriär har på senare år överskuggats och haltats av hans depression, alkoholmissbruk och problem med lagen. Han dök upp i ett avsnitt av Dr Phil där han berättade om sitt alkoholmissbruk och sin depression, men senare lämnade studion frivilligt när Dr Phil började läsa upp en rapport om att han druckit i en bar kvällen innan intervjun. Han återvände halvåret senare till Dr Phil där han vädjade om att få hjälp.